# Липпль, Йозеф
Йозеф Липпль (нем. Joseph Lippl; 25 мая 1876, Шёфвег — 16 ноября 1935, Регенсбург) — немецкий католический священник, исследователь Ветхого Завета, профессор в Философско-богословском колледже Регенсбурга.

## Биография
Йозеф Липпль родился 25 мая 1876 года в Шёфвеге (Нижняя Бавария) в католической семье; в 1900 году в Пассау он был рукоположен в сан католического священника. После этого он переехал в Мюнхен, где учился богословию: в декабре 1901 года он написал и защитил диссертацию, став кандидатом теологии. После прохождения ряда должностей на общинной и пастырской службе, Липпль в 1903 году отправился в Пассау в Семинарию римско-католических епархий (Klerikalseminar). В апреле 1914 года он занял позицию полного профессора экзегетики, библейской герменевтики и древнееврейского языка в Философско-богословском колледже Регенсбурга. 11 ноября 1933 года Липпль был среди более 900 ученых и преподавателей немецких университетов и вузов, подписавших «Заявление профессоров о поддержке Адольфа Гитлера и национал-социалистического государства». Два года спустя, 16 ноября 1935, Йозеф Липпль скончался в Регенсбурге. Уже посмертно, в 1937 году, была опубликована его книга «Die zwolf kleinen Propheten».

## Работы
- Das Buch des Propheten Sophonias, Freiburg i. B. 1910
- Mithrsg.: Des heiligen Athanasius Alexandrinus ausgewählte Schriften, Kösel, Kempten 1913
- Der Islam nach Entstehung, Entwicklung und Lehre, Kösel und Pustet, Kempten 1921
- Die zwölf kleinen Propheten, 2. Bde., Hanstein, Bonn 1937/38